# Lawrence R. Heaney
Lawrence Richard Heaney (* 2. Dezember 1952 in Washington, D.C.) ist ein US-amerikanischer Mammaloge, Ökologe und Biogeograph. Sein Forschungsschwerpunkt sind die Säugetiere der Philippinen.

## Leben
Von Juni 1967 bis Juni 1971 war Heaney Helfer und Museumstechniker an der Abteilung für Säugetiere in der Smithsonian Institution. Von Juni 1971 bis September 1971 arbeitete Heaney als Sammler für das Delaware Museum of Natural History. Von Juni 1972 bis Juni 1975 war er kuratorischer und wissenschaftlicher Mitarbeiter an der University of Minnesota (Minneapolis). Von Juni 1973 bis August 1975 war er Feld- und Forschungsassistent an der Smithsonian Institution. Im Juni 1975 erlangte Heaney seinen Bachelor of Science an der University of Minnesota. Von August 1975 bis Mai 1979 war er kuratorischer Assistent, Lehr- und Forschungsassistent an der University of Kansas (Lawrence). Im Mai 1978 wurde er zum Master of Arts an der University of Kansas graduiert und im Oktober 1979 an derselben Universität zum Ph.D. promoviert. 
Von September 1979 bis August 1986 war er Assistenzprofessor an der biologischen Abteilung und Assistenzkurator an der Abteilung für Säugetiere am Museum of Zoology, University of Michigan (Ann Arbor). Von 1986 bis 1988 war er Forschungsstipendiat und seit 1988 ist er Wissenschaftlicher Mitarbeiter an der Smithsonian Institution. Seit 1991 ist er Wissenschaftlicher Mitarbeiter am American Museum of Natural History (New York). Seit 1988 ist er Kurator und seit 2002 Leiter der mammalogischen Abteilung des Field Museum of Natural History in Chicago, Illinois.
Zu den von Heaney beschriebenen Arten zählen unter anderen die Tawi-Tawi-Waldratte, das Palawan-Berghörnchen, die Dinagat-Borkenratte, der Dinagat-Rattenigel sowie die neun Apomys-Arten Apomys aurorae, Apomys banahao, Apomys brownorum, Apomys iridensis, Apomys magnus, Apomys minganensis, Apomys camiguinensis, Apomys lubangensis und Apomys sierrae.
2008 gelang Heaney und seinem Kollegen Danilo S. Balete am Pulag auf Luzon die Wiederentdeckung der Schwarzschwanz-Luzon-Baumratte (Carpomys melanurus), ein Nagetier, das 112 Jahre als verschollen galt.

## Dedikationsnamen
1996 benannten Pedro C. Gonzales und Robert S. Kennedy die Panay-Borkenratte (Crateromys heaneyi) zu Ehren von Lawrence R. Heaney. 1997 widmete ihm Colin Groves die Unterart Prionailurus bengalensis heaneyi der Bengalkatze von der philippinischen Insel Palawan.

## Werke (Auswahl)
- Mammals of Dinagat and Siargao islands, Philippines, 1982
- Relationships of pocket gophers of the genus Geomys from the Central and Northern Great Plains, 1983
- Systematics of Oriental pygmy squirrels of the genera Exilisciurus and Nannosciurus (Mammalia, Sciuridae), 1985
- Island biogeography of mammals, 1986
- Vanishing treasures of the Philippine rain forest, 1998
- Frontiers of biogeography : new directions in the geography of nature, 2004
- The mammals and birds of Camiguin Island, Philippines, a distinctive center of biodiversity, 2006
- Discovering diversity : studies of the mammals of Luzon Island, Philippines, 2011
- The Mammals of Luzon Island. Biogeography and Natural History of a Philippine Fauna, 2016